# Heiligtum San Girolamo Emiliani

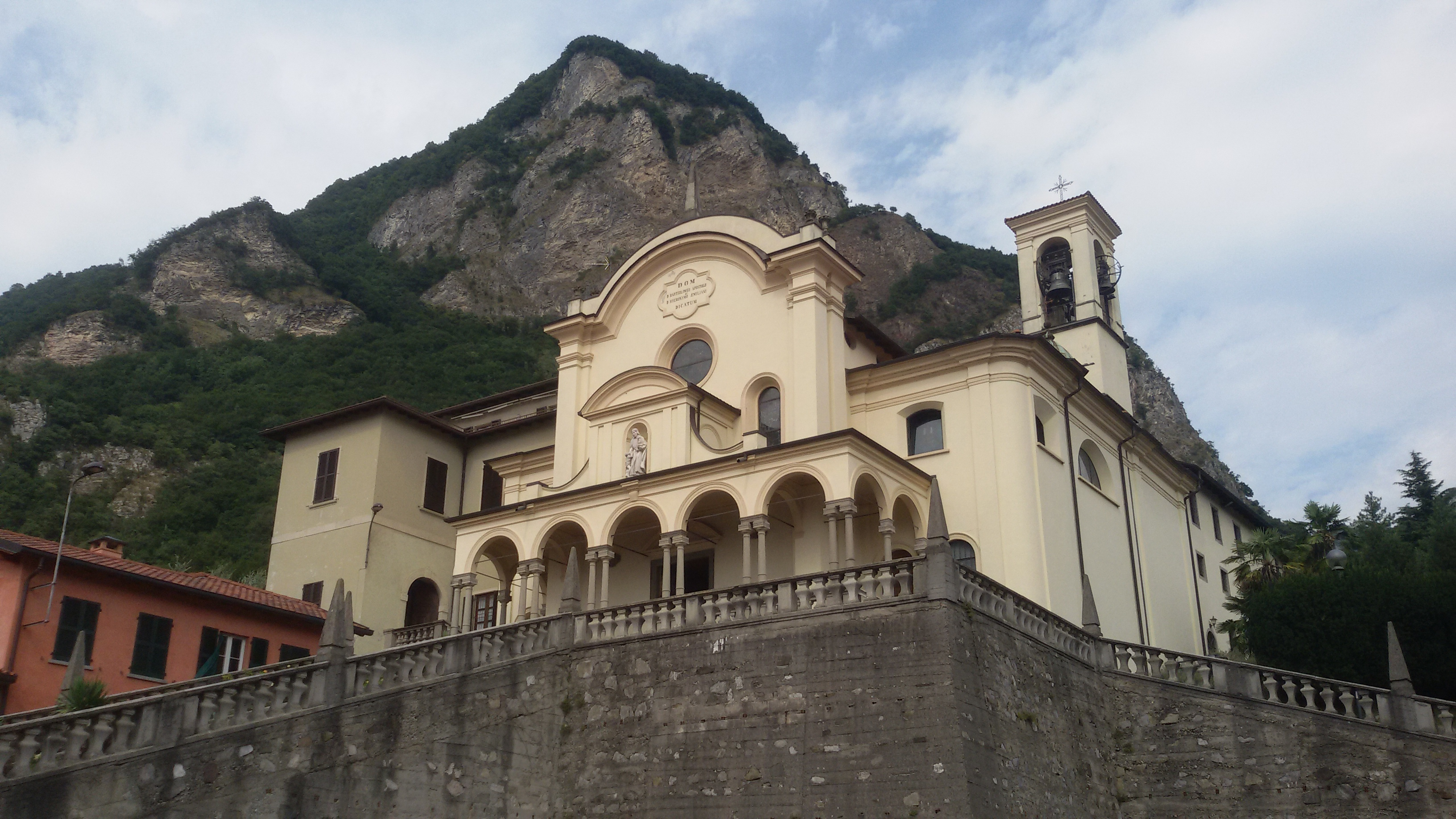
Heiligtum San Girolamo Emiliani

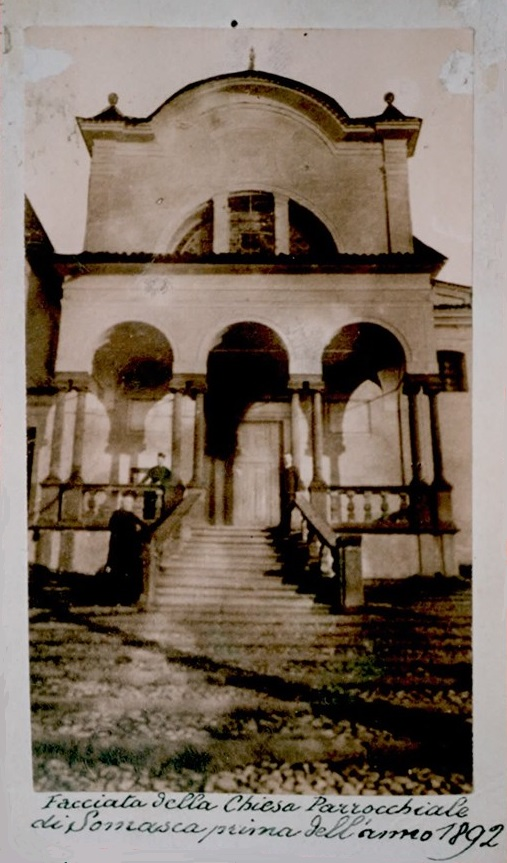
Die Basilika nach der Erweiterung von 1892

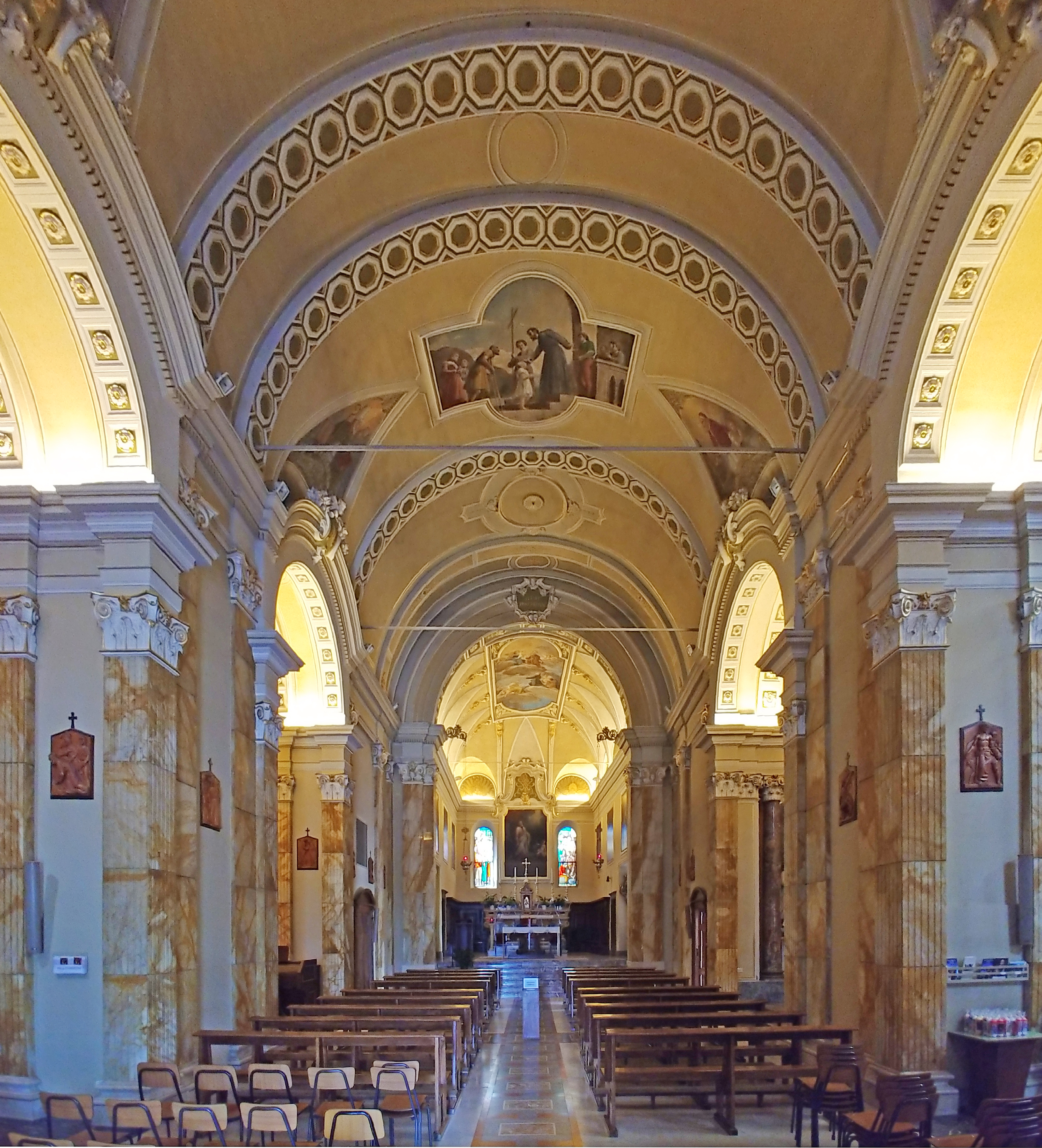
Innenraum

Das Heiligtum San Girolamo Emiliani (italienisch Santuario San Girolamo Emiliani oder auch Basilica di San Bartolomeo e San Girolamo Emiliani) ist eine Klosterkirche in Somasca, einer Fraktion der italienischen Gemeinde Vercurago in der Provinz Lecco, Lombardei. Die Kirche des Bistums Bergamo ist nach dem Apostel Bartholomäus und dem Ordensgründer der Somasker Hieronymus Ämiliani benannt und hat den Rang einer Basilica minor. Die barocke Kirche aus dem 16. Jahrhundert wurde bis in das 20. Jahrhundert wiederholt neobarock erweitert.

## Geschichte
Nach dem Tod von Hieronymus Ämiliani am 8. Februar 1537 setzte sich der Orden der Somasker sofort für den Bau eines würdigen, dem 1767 heiliggesprochenen Ordensgründer gewidmeten Gotteshauses ein. So wurde 1544 mit dem Bau der heutigen Basilika anstelle der früheren Pfarrkirche San Bartolomeo begonnen. Die ersten urkundlichen Aufzeichnungen über die Kirche stammen aus dem Jahr 1575, als sie bei einem Besuch im Tal San Martino durch Erzbischof von Mailand Karl Borromäus noch klein war und drei Altäre besaß. Das Heiligtum wurde dann 1592 an den Orden der Somasker übergeben und ging 1786 in das Bistum Bergamo über. Zwischen 1602 und 1610 wurde die Kirche restauriert, zwischen 1608 und 1615 wurde mit dem Bau des Glockenturms begonnen. Zwischen 1620 und 1650 wurde die Kirche verlängert und eine neue Fassade gebaut. Neue Arbeiten begannen 1778, als der Glockenturm erhöht und die Glocken ersetzt wurden. Mehr als ein Jahrhundert später, 1892, wurde die Kirche durch den Architekten Antonio Piccinelli erneut verlängert und eine neue Fassade gebaut, die sich nur wenig von der zuvor abgerissenen unterscheidet, sie weist ein gut proportioniertes Tympanon über der Vorhalle auf. Am 10. Dezember 1958 erhob Papst Johannes XXIII. das Heiligtum in den Rang einer Basilica minor. 1967 begann der Bau des Eingangsportals mit drei Bögen, die dann auf vier erhöht wurden, die Kirche wurde erneut um zwei Seitenschiffe erweitert. Die Fassade wurde zwischen 1981 und 1983 durch einen fünften Bogen und zwei Eckbögen links und rechts vervollständigt, als das gesamte Gebäude einer Renovierung unterzogen und die Zugangstreppe erhöht wurde. Zwischen 2002 und 2003 erfolgte die Anpassung der Wege für die Zugänglichkeit, 2013 wurden Arbeiten zur Wiederherstellung der ursprünglichen liturgischen Anlage durchgeführt und das innere Pflaster wieder aufgebaut.

## Architektur
Die dreischiffige Basilika besitzt einen geosteten rechteckigen Grundriss über vier Joche. Das Mittelschiff hat ein von Säulen getragenen Tonnengewölbe und zwei von Kreuzgewölben bedeckte Seitenschiffe. An jedem Pfeiler befinden sich vier Pilaster mit korinthischen Kapitellen. Die Basilika ist von Gärten und großen Plätzen umgeben, vor dem Eingang wurde eine lange und breite Porphyr-Treppe angelegt. Vor der Fassade im Barockstil erstreckt sich eine Vorhalle mit einer Breite von fünf Bögen, die auf Säulenpaaren auf einem erhöhten Sockel ruhen. Über der Vorhalle wird in einer Nische des halbkreisförmigen Giebels eine Statue des heiligen Hieronymus präsentiert. Die eigentliche Fassade besteht aus einem zentralen Körper, der höher ist als die seitlichen, die mit einem horizontalen Gesims enden. Der zentrale Körper beherbergt eine mit Bronze verkleidete Eingangstür, die ein Werk des Bildhauers Mario Toffetti ist; ihre Tafeln stellen einige Szenen aus dem Leben des hl. Hieronymus dar. An der Spitze der Fassade befinden sich zwei schmale Bogenfenster und eine zentrale Rosette. Das geschwungene Gesims, das das Gebäude abschließt, wird von einigen Pilastern an seinen Enden gestützt. Das Dach ist geneigt, hat eine hölzerne Tragkonstruktion und ist mit Ziegeln gedeckt.

## Ausstattung

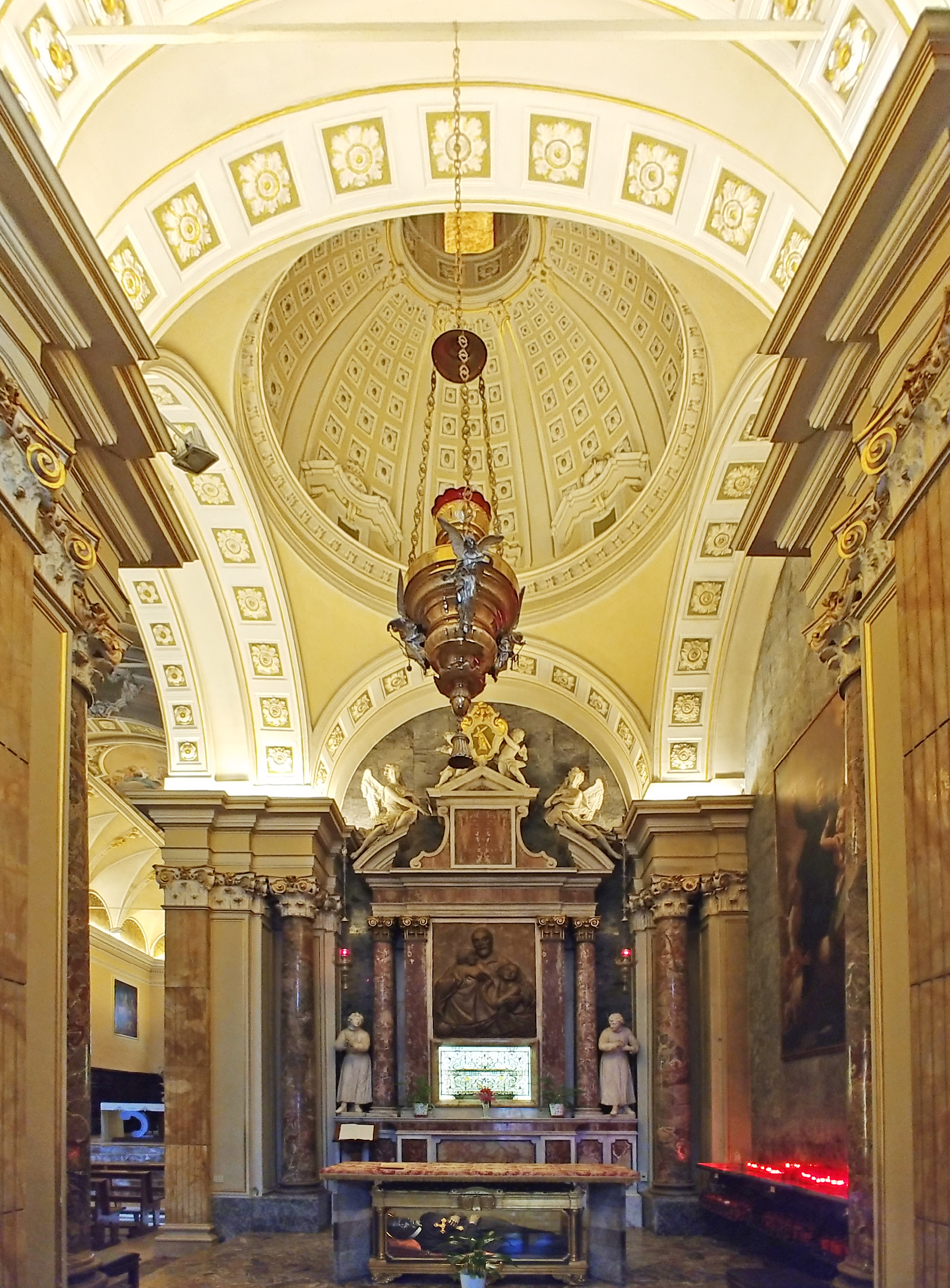
Kapelle des hl. Hieronymus

Auf dem Gewölbe des Kirchenschiffs werden drei Geschichten aus dem Leben des hl. Hieronymus dargestellt. Ihm ist auch ein zwischen 1754 und 1757 geschaffener Seitenaltar auf der rechten Seite gewidmet, der seine Reliquien in einer Silberurne von 1867 aufbewahrt; darüber befindet sich ein Hochrelief aus Bronze mit der Darstellung des hl. Hieronymus, der zwei Waisenkinder umarmt und von dem Bildhauer Alberto Ceppi geschaffen wurde. Auf der linken Seite wurde der Altar des bergamasker Maler Carlo Ceresa Unserer Lieben Frau vom Rosenkranz geweiht. Der um sechs Stufen erhöhte Chor ist mit einem Tonnengewölbe überdacht. Der Hauptaltar im Barockstil ist aus polychromen Marmor geschaffen und zeigt ein Gemälde des Hieronymus im Gebet von 1619. Rechts vom Altar befindet sich in einer Kapelle das alte Grab des hl. Hieronymus, in dem dessen Weggefährte Vincenzo Gambarana und Evangelista Dorati, einer der ersten Generalväter des Ordens, beigesetzt sind. Der Chor ist von einem Gewölbe bedeckt und die Gemälde, die ihn schmücken, stammen von Carlo Ceresa, außerdem gibt es zwei Nischen mit Reliquien.
Über dem Eingang ist eine Orgel aus dem 20. Jahrhundert von Pirola mit 22 Registern auf zwei Manualen und Pedal installiert.